# Кіш Українських Січових Стрільців
Кіш Українських Січових Стрільців — українська запасова частина, що була створена на початку 1915 року (офіційно — 14 березня 1915 під назвою «Доповнююча сотня УСС») для поповнення особового складу Легіону Українських Січових Стрільців.
Основними завданнями, які покладалися на Кіш УСС, був набір добровольців та опіка поранених, хворих і скалічених стрільців та старшин. Головним лікарем Коша з 1915 року був Кость Воєвідка

## Історія та діяльність
Через 5 місяців після перших боїв УСС була створена так звана «Кадра», яка розташовувалась у Паланках біля Мукачева. Це був збірний пункт для тих, що повертались до своїх сотень з відпусток, лікування або як розбиті на полях бою. Із тих стрільців формували час від часу більші чи менші відділи, які під проводом старшин або підстаршин відсилали назад до сотень. «Кадра» не мала права набирати новобранців, вишколювати й формувати військові відділи. «Кадра» не мала ніякого організаційного статуту.
Лише від березня 1915 року офіційно був створений Кіш УСС, який був збірним пунктом для стрільців, що верталися до своєї сотні з відпустки, з лікування або як «загублені» в боях. Перше місце постою Коша УСС було на Закарпатті в Паланках біля Мукачева від березня до 5 липня 1915 року. Кіш виконував адміністративну працю, тут вишколювали і формували новобранців та зберігали зв'язок між поодинокими відділами УСС, вели серед стрільців і серед населення околиці освітню діяльність. Студенти-стрільці скоро здобували довір'я сільської молоді, а також старших. Стрільці часто співали в церкві в Мукачеві, давали концерти українських пісень.
Робота Коша із початку свого виникнення зіткнулася зі значними труднощами організаційними. Австрійське військове командування, яке було не зацікавленим в існуванні національного збройного формування, забороняло набирати до Коша військовозобов'язаних чоловіків віком від 18 до 50 років, сподіваючись, що за такого стану речей Легіон незабаром перестане існувати. Однак Кіш УСС, проводячи організаційну і роз'яснювальну роботу серед українського суспільства, повністю забезпечував Легіон новобранцями.
Певний час Кіш УСС займався військовим навчанням новоприбулих стрільців і формуванням з них боєздатних сотень. У листопаді 1915 року ці функції було передано Вишколу УСС.
Канцелярія Коша вела реєстрацію всіх стрільців і старшин, які перебували у Коші. До 1917 року Кіш налічував близько 7 000 стрільців.
9 березня 1915 року в Коші розпочав свою культурно-просвітницьку діяльність осередок Пресової кватири УСС, завдання якого полягало передусім у забезпеченні загальної освіти та поглибленні національної свідомості стрільців. Стрільці Коша також активно займалися культурно-освітньою роботою серед українського населення, відкриваючи народні школи, читальні, курси для неписьменних. У цій роботі Кіш тісно співпрацював з «Бюром культурної помочі для українського населення окупованих земель», яке здійснювало просвітницьку роботу на Волині.
Комендантом Коша УСС було призначено Никифора Гірняка, заступником — Теодора Рожанковського.
У грудні 1918 — січні 1919 Кіш УСС переформовано на «Запасний Кіш 1-ї бригади УСС» у складі групи «Схід» Української Галицької Армії.